# Küferhaus (Merenberg)

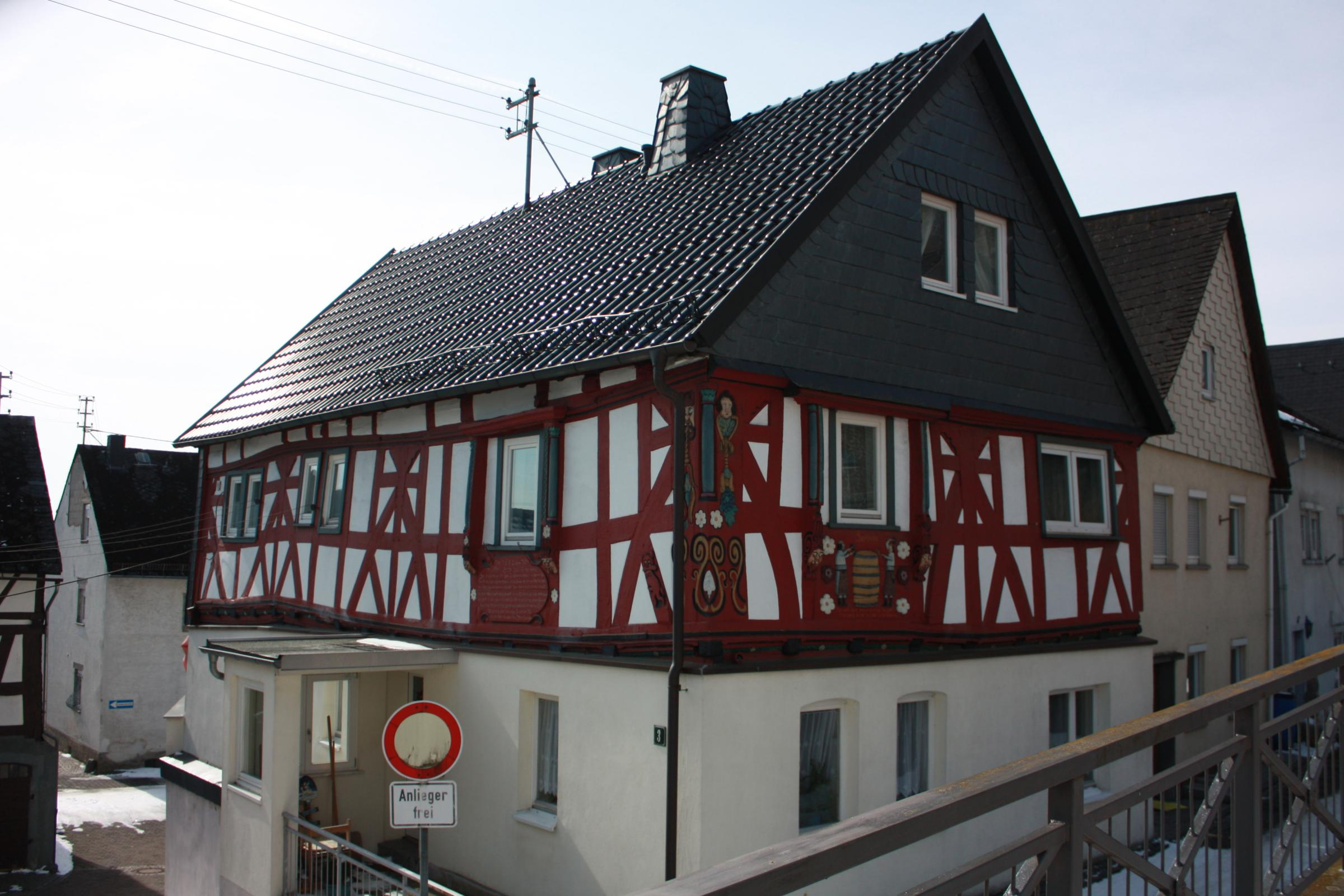
Küferhaus in Merenberg

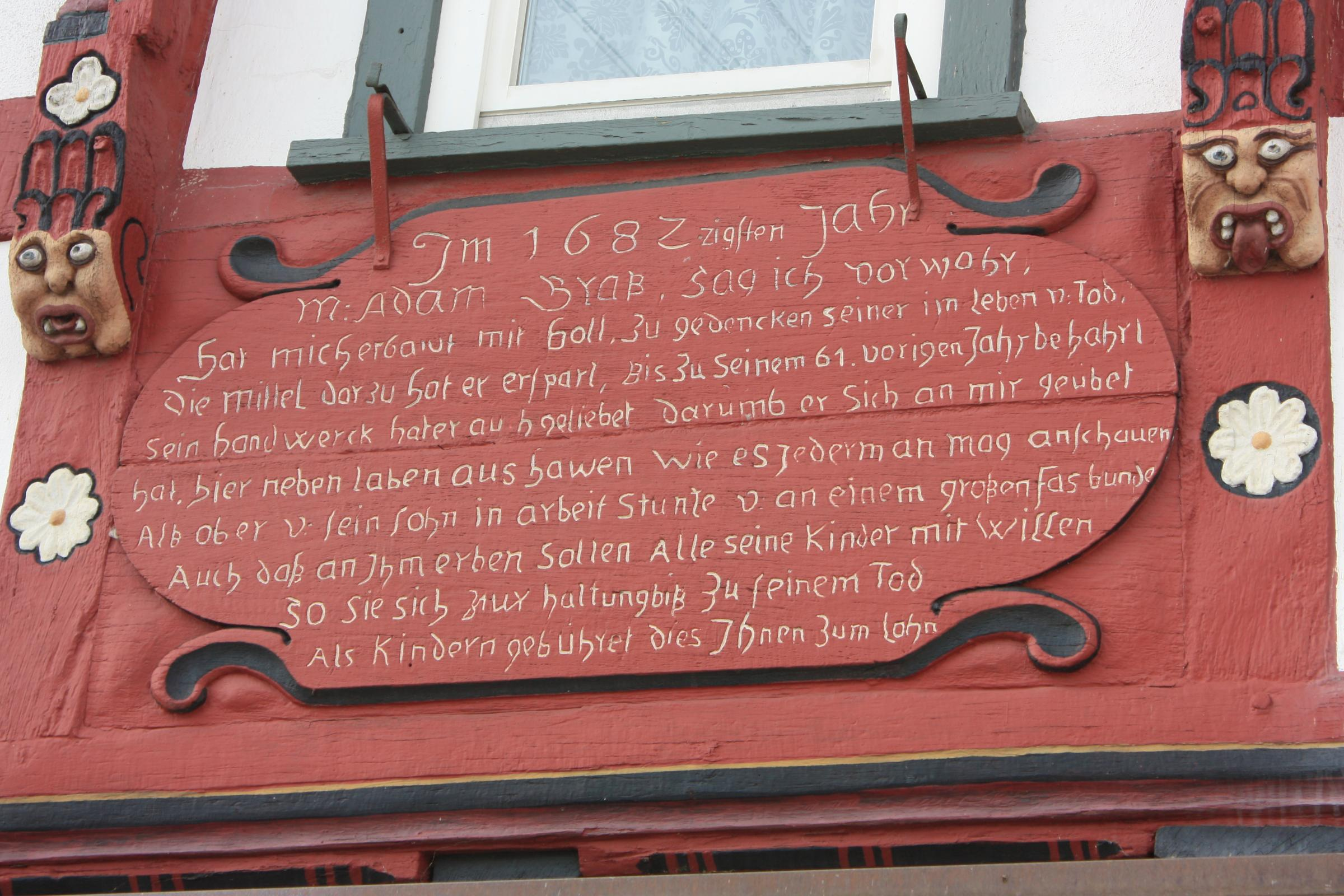
Inschrift

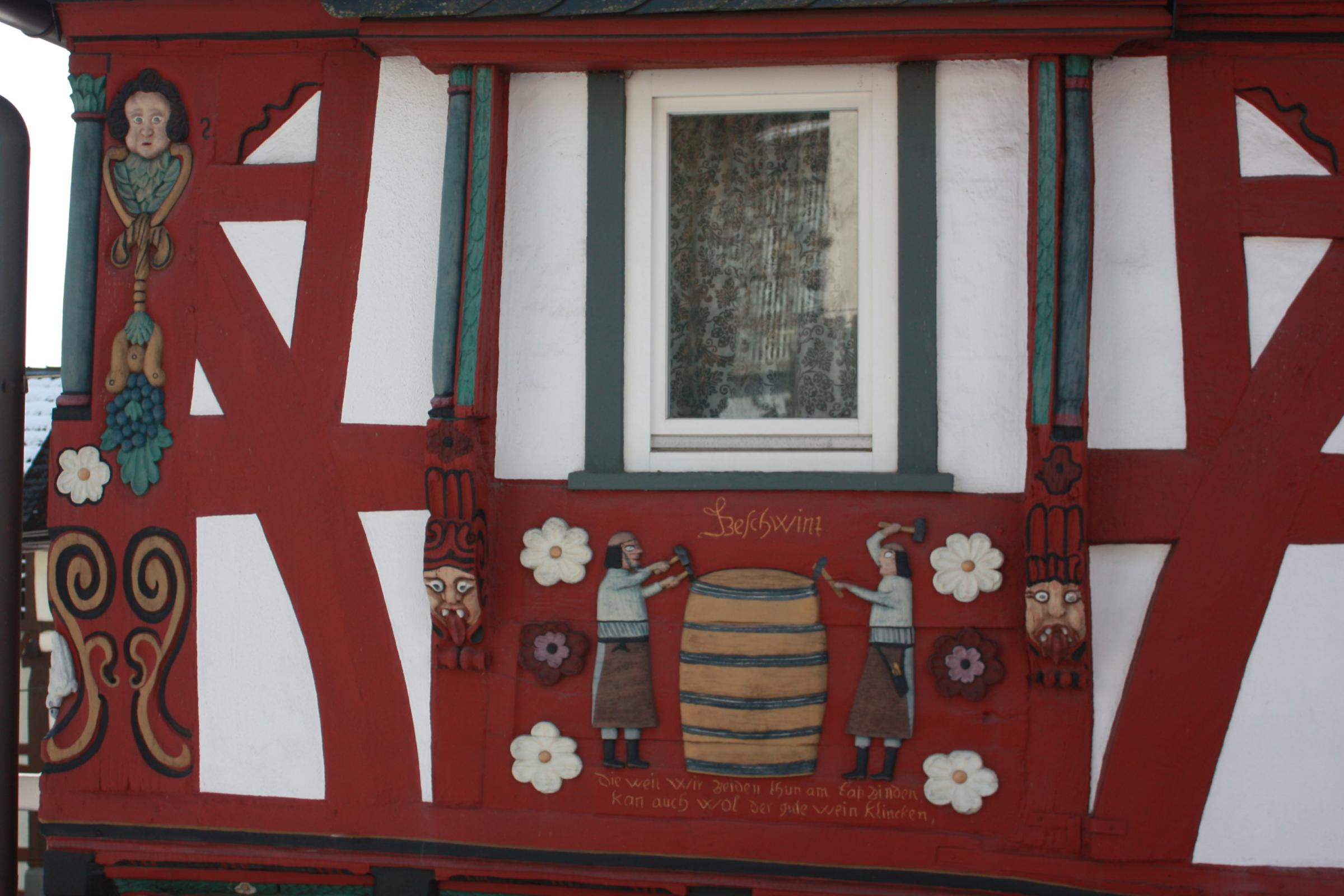
Darstellung des Küfers mit seinem Sohn bei der Arbeit

Das Küferhaus in Merenberg, einer Gemeinde im mittelhessischen Landkreis Limburg-Weilburg, wurde 1682 für einen Küfer errichtet. Das Wohnhaus in der Mittelgasse 3 an der Ecke zur Kirchstraße ist ein geschütztes Kulturdenkmal. 
Das Erdgeschoss wurde um 1900 und das Satteldach in den 1990er Jahren erneuert.
Das Fachwerkobergeschoss hat eine Halsverriegelung an den Mannformen und einen reichen Schnitzdekor. 
Auf der Brüstungsplatte der Traufseite ist eine Inschrift mit dem Hinweis angebracht, dass der Meister selbst an seinem Haus mitgewirkt habe. An der Giebelseite ist der Küfer und sein Sohn bei der Arbeit dargestellt. 